# Pheasant Run (Ohio)
Pheasant Run es un lugar designado por el censo ubicado en el condado de Lorain en el estado estadounidense de Ohio. En el Censo de 2010 tenía una población de 1397 habitantes y una densidad poblacional de 556,07 personas por km².

## Geografía
Pheasant Run se encuentra ubicado en las coordenadas 41°12′41″N 82°8′44″O / 41.21139, -82.14556. Según la Oficina del Censo de los Estados Unidos, Pheasant Run tiene una superficie total de 2.51 km², de la cual 2.42 km² corresponden a tierra firme y (3.71%) 0.09 km² es agua.

## Demografía
Según el censo de 2010, había 1397 personas residiendo en Pheasant Run. La densidad de población era de 556,07 hab./km². De los 1397 habitantes, Pheasant Run estaba compuesto por el 96.42% blancos, el 0.79% eran afroamericanos, el 0.07% eran amerindios, el 0.07% eran asiáticos, el 0.29% eran isleños del Pacífico, el 0.29% eran de otras razas y el 2.08% pertenecían a dos o más razas. Del total de la población el 3.15% eran hispanos o latinos de cualquier raza.